# Школа добра и зла
«Школа добра и зла» (англ. The School for Good and Evil) — фантастический фильм 2022 года, основанный на первой книге одноимённой серии романов Сомана Чайнани. Фильм был снят Полом Фигом по сценарию, написанному им в соавторстве с Дэвидом Маги. В фильме снимается актёрский ансамбль во главе с Софией Энн Карузо в роли Софи и Софией Уайли в роли Агаты — двух лучших подруг, и рассказывается об их прибытии в Школу Добра и Зла, где Софи отправляется на плохую сторону, а Агата — на хорошую.
Разработка фильма началась в 2013 году, когда права на серию романов были приобретены Roth Films и Jane Startz Productions, изначально Universal Pictures собиралась выпустить фильм. После того, как проект был заморожен, в 2020 году разработку взял на себя Netflix, и Пол Фейг был нанят для постановки фильма. Съёмки проходили в Северной Ирландии в период с января по июль 2021 года.
«Школа добра и зла» была выпущена 21 октября 2022 года стриминговым сервисом Netflix и получила неоднозначные отзывы критиков, которые хвалили актёрский состав и визуальные эффекты, но критиковали повествование.

## Сюжет
Две девочки — Агата и Софи — оказываются в Школе добра и зла, где детей учат на сказочных персонажей — героев и злодеев. Однако, вопреки ожиданиям, хорошо воспитанная и добрая Софи оказывается в школе Зла, а похожая на ведьму Агата — в школе Добра…

## В ролях
- Софи Анн Карузо — Софи
- София Уайли — Агата
- Кит Янг — Рафал/Райен
- Шарлиз Терон — леди Лессо
- Керри Вашингтон — Кларисса Доуви
- Лоренс Фишберн — директор школы
- Мишель Йео — профессор Анемон
- Марк Хип — профессор Мэнли
- Питер Серафинович — Юба
- Кейт Бланшетт — сказочница
- Роб Дилейни — отец Софи (Стефан)
- Рейчел Блум — мачеха Софи (Онора)

## Производство
Сообщается, что в 2011 году студии рассматривали экранизацию по мотивам сериала «Школа добра и зла». Вскоре после публикации первой книги серии в 2013 году, Roth Films заключила партнерское соглашение с Jane Startz Productions, чтобы приобрести права на производство фильма по роману. Universal Pictures выиграла аукцион по семизначной сделке за книги и написание сценариев. Рот, Старц и Палак Патель были назначены продюсерами. Чайнани и Малия Скотч Мармо были наняты для написания сценария. В июле 2015 года Чайнани и Скотч Мармо заявили, что они закончили писать сценарий.
После того, как фильм был заморожен, в 2017 году Netflix приобретает права вместе с новой командой, в которую вошли Дэвид Маги и Лора Солон в качестве сценаристов. Другие студии часто отказывались от крупнобюджетных фильмов из-за расходов или рисков, связанных с выпуском семейного фильма. Полу Фейге предложили место режиссёра, но он часто сомневался из-за контрастов фильма с его стилем и незнакомым жанром. Однако он передумал после того, как прочитал сценарий, в котором ему понравились персонажи, история и возможности для построения мира. Фейг присоединился в 2020 году с Ротом, Джеффри Киршенбаумом, Startz, Лаурой Фишер и Фейг в качестве продюсеров, а Зак Рот, Патрисия Ригген и Чайнани в качестве исполнительных продюсеров.